# ريكيهيرو سوجياما
ريكيهيرو سوجياما (باليابانية: 杉山 力裕) (1 مايو 1987 في شيزوكا في اليابان – )؛ هو لاعب كرة قدم ياباني سابق كان يلعب كحارس مرمى.

## وصلات خارجية
- ريكيهيرو سوجياما على موقع رابطة كرة القدم اليابانية للمحترفين (اليابانية)
- ريكيهيرو سوجياما على موقع قاعدة بيانات كرة القدم.إي يو (الإنجليزية)
- ريكيهيرو سوجياما على موقع Soccerway.com (الإنجليزية)
- ريكيهيرو سوجياما على موقع عالم كرة القدم.نت (الإنجليزية)
- ريكيهيرو سوجياما على موقع كووورة